# Bombaj (film)
Bombaj (oryg. Bombay) – indyjski film w języku tamilskim z 1995 roku w reżyserii Maniego Ratnama z muzyką A.R. Rahmana. W rolach głównych wystąpili Arvind Swamy i Manisha Koirala. Zdjęcia kręcono w Mumbaju oraz w stanach Kerala i Tamilnadu.

## Fabuła
Tłem filmu są zamieszki na tle religijnym, do których doszło w grudniu 1992 i styczniu 1993 roku w Bombaju po zburzeniu przez hinduskich ekstremistów meczetu muzułmańskiego Babri Masjid w Ayodhya w stanie Uttar Pradesh. Na tle tej rzezi rozgrywa się historia miłości wyznawcy hinduizmu Shekhara do muzułmanki Shaili. Towarzyszy temu niezgoda ich rodziców na zjednoczenie się rodzin poprzez małżeństwo.

## Obsada
- Arvind Swamy – Shekhar Mishra Narayan
- Manisha Koirala – Shaila Bano
- Tinu Anand – Shakti Samaj przywódca
- Akash Khurana
- Nasser
- Kitty
- Master Harsha
- Master Hriday
- Sonali Bendre
- Nagendra Prasad
- Ratnakar
- Prakash Raj

## Nagrody
1996 Film polityczno-społeczny (USA)
- Nagroda Specjalna – Bombaj – Mani Ratnam

1996 National Film Awards (Południowe Indie)
- najlepszy montaż – Suresh Urs
- Nargis Dutt Award – Film, który ma zasługę w jednoczeniu Indii – Bombaj – Mani Ratnam

1996 Nagroda Filmfare
- za muzykę (film język tamilski) – A.R. Rahman

1995 Filmfare Awards (Indie)
- Nagroda Krytyków Filmfare za Najlepszy Film – Bombaj – Mani Ratnam
- Nagroda Krytyków Filmfare dla Najlepszej Aktorki – Manisha Koirala

## Muzyka
Twórcą muzyki był A.R. Rahman. Lista wykorzystanych utworów:
1. "Antha Arabi" (5:16) – A.R. Rahman, Remo Fernandez
2. "Poovukku Enna" (5:51) – Noel, Anupama,
3. "Uyire Uyire" (7:22) – Hariharan, K. S. Chitra
4. "Kuchi Kuchi" (5:09) – Hariharan, Swarnalatha
5. "Kannalanae" (5:57) – K. S. Chithra
6. "Bombay Theme" (5:16) – A.R. Rahman